# کارلوس لوییس (پاناما)
کارلوس "پاناما" لوئیس (متولد ۴ نوامبر ۱۹۴۵) یک مربی بوکس بود. او به جرم دستکاری دستکش لوئیس رستو در مسابقه رستو در مقابل بیلی کالینز ملقب به ایرلندی در سال ۱۹۸۳ که منجر به پایان بوکس حرفه‌ای کالینز شد محکوم گردید. پاناما که در آن مسابقه مربی رستو بود با دستکاری دستکشهای او منجر به آسیب جدی بینایی و باخت کالینز شد. بخشی از مواد نرم داخل دستکشهای رستو از آنخارج شده بود و نوار دور دست وی نیز به گچ آغشته شده بود. رستو که در برابر کالینز (بدون شکست تا آن زمان) از آوازه ای برخوردار نبود طی ده راند در آن مسابقه برنده شد. دوران بوکس کالینز به علت کاهش بینایی دایمی پس از این مسابقه به اتمام رسید و دچار افسردگی شد و به فاصله کوتاهی خودکشی کرد.